# Tomer Steinhauer
Tomer Steinhauer (in ebraico תומר משה שטיינהאור‎?; Tel Aviv, 3 ottobre 1966) è un ex cestista israeliano.

## Carriera
Con Israele ha disputato i Campionati mondiali del 1986 e quattro edizioni dei Campionati europei (1987, 1993, 1997, 1999).

## Palmarès

### Squadra
- Campionato israeliano: 1

Maccabi Tel Aviv: 1995-96
- Coppa di Israele: 1

Hapoel Tel Aviv: 1992-93

### Individuale
- Ligat ha'Al MVP: 1

Maccabi Ra'anana: 1996-1997